# Corcelles-les-Arts
Corcelles-les-Arts – miejscowość i gmina we Francji, w regionie Burgundia-Franche-Comté, w departamencie Côte-d’Or.
Według danych na rok 1990 gminę zamieszkiwało 375 osób, a gęstość zaludnienia wynosiła 69 osób/km² (wśród 2044 gmin Burgundii Corcelles-les-Arts plasuje się na 550. miejscu pod względem liczby ludności, natomiast pod względem powierzchni na miejscu 1212.).